# Oxira dichroa
Oxira dichroa är en fjärilsart som beskrevs av Charles Boursin 1954. Oxira dichroa ingår i släktet Oxira och familjen nattflyn. Inga underarter finns listade i Catalogue of Life.